# Holstebro Museum
Holstebro Museum är ett danskt lokalhistoriskt museum i Holstebro i Västjylland i Danmark.
Holstebro Museumsforening grundades 1930 och Holstebro Museum öppnade 1931. Det blev 1965 ett så kallat "statsanerkendt museum". Det drevs av Holstebro Museumsforening fram till 1993 och blev därefter en "selvejende institution". 
Museet har ansvar för arkeologiskt arbete i kommunerna Holstebro, Lemvig och Struer. Museet har över åren också specialiserat sig på arkeologisk fjärranalys genom undersökningar från luften med bland annat flygfoton. Holstebro Museum är ett av tio danska "tillsynsmueer", som hjälper Slots- og Kulturstyrelsen med tillsyn av fredade fornminnen. Det har för sådan verksamhet ansvar för Holstebro, Struers, Lemvigs, Herning, Ringkøbing, Skjern, Viborg och Ikast-Brande kommuner.
Holstebro Museum slogs 2012 samman med Frilandsmuseet Hjerl Hede och Strandingsmuseum St. George i en organisation under namnet De Kulturhistoriske Museer i Holstebro Kommune.

## Byggnaden
Holstebro Museum var fram till 1991 inrymt i Lægård Mølle i Holstebro Lystanlæg.
Hanne Kjærholm (1930–2009) vann 1976 en arkitekttävling om en museianläggning i Holstebro, ett paviljongliknande arrangemang som var integrerat i en befintlig park till en 1906 uppförd villa av arkitekten Andreas Clemmensen i barockinspirerad palatsstil. Den villan hade uppförts för tobaksfabrikören Søren Færch (1870–1979) och använts som familjens bostadshus till 1944 och inretts till konstmuseum 1967. Det nya Holstebro Kunstmuseum invigdes 1981, och 1991 invigdes Holstebro Museums nya lokaler. Hanne Kjærholm ritade därefter utvidgningar av Holstebro Museum, som blev klara 1998, 2001 och 2002 samt en 2011 invigd utbyggnad av Holstebro Kunstmuseum.